# テスラ エジソンが恐れた天才
『テスラ エジソンが恐れた天才』（テスラ エジソンがおそれたてんさい、Tesla）は2020年のアメリカ合衆国の伝記映画。監督はマイケル・アルメレイダ、出演はイーサン・ホークとカイル・マクラクランなど。
電流戦争でエジソンに勝利した天才発明家ニコラ・テスラの生涯を描いている。

## ストーリー
1884年、ニコラ・テスラは雇い主のトーマス・エジソンと対立して職を辞すことになった。エジソンが直流方式での送電システムを構築しようとしたのに対し、テスラが交流方式を採用すべきだと主張したことが対立の原因であった。両者の対立は電流戦争へと発展し、最終的にはテスラが勝利を収めた。しかし、その勝利がテスラに栄達をもたらすことはなく、発明のための資金調達に苦心する日々が晩年まで続いた。
本作はテスラに惚れたこともある令嬢、アン・モルガンの語りを通して、「天才肌の発明家」と賞されるテスラの実像を描き出していく。

## キャスト
※括弧内は日本語吹替
- ニコラ・テスラ: イーサン・ホーク（斉藤康史）
- トーマス・エジソン: カイル・マクラクラン（栗田圭）
- アン・モルガン（英語版）（語り手）: イヴ・ヒューソン（香坂さき）
- ジョージ・ウェスティングハウス: ジム・ガフィガン（英語版）（清里孝也）
- シゲティ: エボン・モス＝バクラック（英語版）（橘諒）
- ミーナ・エジソン: ハンナ・グロス（英語版）
- ロバート・アンダーウッド・ジョンソン（英語版）: ジョシュ・ハミルトン（英語版）(伊藤有希)
- ニコルズ: ピーター・グリーン
- アンソニー教授: ジェームズ・アーバニアク（英語版）
- サラ・ベルナール: レベッカ・デイアン
- J・P・モルガン: ドニー・ケシュウォーズ（英語版）（野坂尚也）
- キャサリン・ジョンソン: ルーシー・ウォルターズ
- ウィリアム・ケムラー: ブレイク・デロング
- 貴婦人: ロイス・スミス
- アルフレッド・ブラウン: イアン・リスゴー（英語版）

## 製作
マイケル・アルメレイダは本作の脚本を1980年代初頭に書き上げ、1983年には映画化の話が持ち上がった。ところが、ドゥシャン・マカヴェイエフやデヴィッド・リンチのような大物映画監督が関心を示したにも拘らず、一向に製作にこぎ着けることができなかった。
事態が動き始めたのは、脚本完成から30年以上が経過した2018年のことであった。2月12日、イーサン・ホークが本作の主演に迎えられたと報じられた。2019年11月11日、ジョン・パエザーノが本作で使用される楽曲を手がけるとの報道があった。2020年8月21日、本作のサウンドトラックが発売された。

## 公開・興行収入
2020年1月27日、本作はサンダンス映画祭でプレミア上映された。4月6日、IFCフィルムズが本作の全米配給権を獲得したと報じられた。7月10日、本作のオフィシャル・トレイラーが公開された。8月21日、本作は全米108館で封切られ、公開初週末に4万2165ドルを稼ぎ出し、週末興行収入ランキング初登場14位となった。

## 評価
本作に対する批評家の評価は平凡なものに留まっている。映画批評集積サイトのRotten Tomatoesには165件のレビューがあり、批評家支持率は59%、平均点は10点満点で5.9点となっている。サイト側による批評家の見解の要約は「『テスラ エジソンが恐れた天才』は大胆かつ野心的な作品であるが、リスキーな挑戦の全てが成功しているわけではない。しかし、イーサン・ホークの演技を堪能できることを思えば、そうした欠点にも寛容になれるだろう。」となっている。また、Metacriticには30件のレビューがあり、加重平均値は67/100となっている。